# ممرضة ليلية (كاريكاتير)
ممرضة ليلية (بالإنجليزية: Night Nurse) هي سلسلة كتب رسوم هزلية نشرتها شركة مارفل كوميكس في أوائل السبعينيات. ليندا كارتر (طالبة التمريض)، واحدة من الشخصيات الثلاث المركزية في السلسلة، كانت بطلة سلسلة مارفل السابقة، التي نُشرت في عام 1961. من ضمن الشخصيات المركزية الأخرى جورجيا جينكينز وكريستين بالمر؛ كما أُعلن أنه سيتم دمج كلًا من ليندا كارتر وكريستين بالمر فيما بعد بشكل صريح في عالم مارفل 616 للكوميكس.
اتخذت كارتر لاحقًا اسم ممرضة ليلية لنفسها، وفي هذا التجسد، ظهرت لأول مرة في ديرديفيل العدد 58 (مايو 2004)، كمحترفة طبية متخصّصة في مساعدة الأبطال الخارقين المصابين.
دمجت ليندا كارتر ودورها اللاحق كممرضة ليلية كمحترفة طبية للأبطال الخارقين في شخصية كلير تيمبل (التي صورتها روزاريو دوسن)، والتي ظهرت في مسلسل مارفل التلفزيوني كمزيج من ليندا كارتر ("الممرضة الليلية") و الشخصية الكوميدية كلير تيمبل.